# Meredith Corporation

Logo della Meredith Corporation utilizzato dagli anni 1979 al 2009

Meredith Corporation era un conglomerato mediatico statunitense con sede a Des Moines. Possedeva giornali, riviste, stazioni televisive e siti web. Le sue pubblicazioni avevano oltre 120 milioni di lettori e tiratura di oltre 40 milioni di copie; i suoi siti web contavano circa 135 milioni di visitatori singoli al mese. Le sue stazioni televisive hanno raggiunto l'11% delle famiglie americane.

## Divisioni

### Media nazionali

#### Riviste
Alcune riviste Meredith:
- 25 Beautiful Homes
- Ageless Iron
- Allrecipes Magazine
- American Baby
- American Patchwork & Quilting
- Better Homes and Gardens
- Country Life
- Diabetic Living
- Do-It-Yourself
- Eat This, Not That
- EatingWell
- Entertainment Weekly (da Time Inc.)
- Every Day with Rachael Ray
- FamilyFun
- Fitness
- Food & Wine
- Health
- InStyle (da Time Inc.)
- Living the Country Life
- Midwest Living
- Parents (e Ser Padres)
- People (da Time Inc.)
- Practical Boat Owner
- Real Simple (da Time Inc.)
- Shape
- Siempre Mujer
- Southern Living
- Successful Farming
- Travel + Leisure (da Time Inc.)
- Wood